# جورج إس. غريفز
جورج إس. غريفز هو محامي وشخصية أعمال وسياسي أمريكي، ولد في 18 مايو 1820، وتوفي في 7 مايو 1902. انتخب عضو جمعية ولاية ويسكونسن ‏.